# Кинешемская епархия
Кинеше́мская епа́рхия — епархия Русской православной церкви, объединяющая приходы и монастыри в восточной части Ивановской области (в границах Верхнеландеховского, Заволжского, Кинешемского, Лухского, Палехского, Пестяковского, Пучежского, Родниковского и Юрьевецкого районов). Входит в состав Ивановской митрополии.
Правящий архиерей имеет титул «епископ Кинешемский и Палехский». Кафедра епископа и епархиальное управление расположены в Троицко-Успенском соборе города Кинешмы (Волжский бульвар, 4).

## История
11 мая 1866 года императором Александром II был утверждён доклад Святейшего правительствующего синода об открытии Кинешемского викариатства Костромской епархии.
В 1928—1929 годах Кинешемский район стал центром иосифлянской активности. В самой Кинешме иосифлянским был собор (настоятель — Константин Разумов). Вблизи города жил на покое истинно-православный епископ Николай (Голубев), получивший в 1929 году назначение от лидера ленинградских иосифлян архиепископа Димитрия (Любимова) на Кинешемскую кафедру. Известные иосифлянские храмы в соседних населённых пунктах: Сретенский в Юрьевце (настоятель — Иоанн Нарбеков), в селе Марвино (иеромонах Алексий Голубев), в селе Воскресенском Кинешемского района (настоятель — Иоанн Румянцев), сёлах Ширяево, Николо-Бережки (настоятель — Михаил Успенский), Николо-Корба Семёновского (ныне Островского) района (настоятель — Александр Яковлев). Иосифлянская активность в кинешемских краях значительно снизилась после ареста кинешемских священнослужителей 7 сентября 1929 года.
После 1936 года не замещалось.
7 июня 2012 года решением Священного синода Русской православной церкви была образована Кинешемская епархия с выделением её территории из состава Иваново-Вознесенской и включением епархии в состав новообразованной Ивановской митрополии. По словам клирика епархии протоиерея Андрея Ефанова, епархия начиналась «с нуля»: сельские приходы насчитывали не более 5-10 человек постоянных прихожан, а городские — 15-50. У новоназначенного епископа не было ни дома, ни комнаты, где можно было бы переночевать. 20 февраля 2013 года епархиальное управление Кинешемской епархии из города Заволжска переведено в город Кинешму.

## Епископы
Кинешемское викариатство
- Ионафан (Руднев) (4 сентября 1866 — 29 августа 1869)
- Палладий (Пьянков) (16 ноября 1869 — 24 июня 1872)
- Геннадий (Левицкий) (24 июня 1872 — 9 апреля 1883)
- Вениамин (Платонов) (9 апреля 1883 — 13 июня 1905)
- Никандр (Феноменов) (10 июля 1905 — 15 февраля 1908)
- Иннокентий (Кременский) (24 февраля 1908 — 28 июля 1911)
- Арсений (Тимофеев) (28 июля 1911 — 30 июля 1914)
- Севастиан (Вести) (8 сентября 1914 — 30 мая 1917, 1919—1921)
- Василий (Преображенский) (14 сентября 1921 — 4 марта 1923)
- Николай (Голубев) (18 июня — 5 декабря 1929) назначен иосифлянами
- Хрисогон (Ивановский) (14 апреля — 8 июня 1932)
- Александр (Торопов) (21 сентября 1932 — 8 сентября 1935)
- Борис (Воскобойников) (20 марта — 14 июля 1936)
- Хрисогон (Ивановский) (30 марта 1937 — 8 февраля 1938) в/у, еп. Юрьев-Польский

Кинешемская епархия
- Иларион (Кайгородцев) (с 8 июля 2012)

## Благочиния
Епархия разделена на 10 церковных округов. По состоянию на октябрь 2022 года:
- Верхнеландеховское благочиние
- Заволжское благочиние
- Кинешемское городское благочиние
- Кинешемское районное благочиние
- Лухское благочиние
- Палехское благочиние
- Пестяковское благочиние
- Пучежское благочиние
- Родниковское благочиние
- Юрьевецкое благочиние

## Храмы и часовни
Кинешемское городское благочиние
Исторический центр
- Троицко-Успенский кафедральный собор, ансамбль:
  - Успенский собор (1745), летний, пятиглавый храм в традиционных формах с эклектичными пристройками второй половины XIX века.
    - колокольня Успенского собора (1798), многоярусная в характерной для Верхнего Поволжья барочно-классицистической стилистике.

  - Троицкий собор (1838), зимний, ампир, архитектор И. Е. Ефимов.
- храм Благовещения Пресвятой Богородицы (1805), барочно-классицистический. Архиерейское подворье.
- храм Вознесения Господня (1779), пятиглавый с барочными грушевидными куполами, на месте Вдовьего монастыря, основанного в честь событий 1609 года (борьбы кинешемцев с польско-литовской интервенцией).
- храм Сретения Господня (не позднее 1779), пятиглавый, в традициях допетровского зодчества. Построен на вклады купца Г. И. Таланова[13].
- Крестовоздвиженская часовня (1744), шатровая, памятник защитникам города, павшим в бою с польско-литовскими интервентами в 1609 году. Площадь Революции (ранее Торговая площадь).
- часовня святителя Василия Кинешемского (2011), возле Вознесенского храма.

На правом берегу реки Кинешемки
- храм Преображения Господня (1694), древнейший сохранившийся памятник города, двухэтажный в костромских традициях, приделы — 1790.
- комплекс храмов Успения Пресвятой Богородицы и Рождества Христова:
  - храм Успения Пресвятой Богородицы (1747), ярусный в нарышкинском стиле.
  - храм Рождества Христова (1754), достроен в начале XX века.
- храм благоверного князя Александра Невского (1895)
- часовенный столб в честь 1000-летия преставления равноапостольного князя Владимира (2015)

Микрорайон ДХЗ
- храм великомученника Димитрия Солунского (2016), деревянный. Ул. Ивана Виноградова, мкр. ДХЗ[14].

Микрорайон «Автоагрегат»
- храм святителя Николая Чудотворца

Другие части города
- храм Новомучеников и исповедников земли Русской (2016). Ул. Георгия Дудникова.
- храм Сергия Радонежского (1997), на городском кладбище «Затенки».
- храм Владимирской иконы Божией Матери (2012), при исправительной колонии № 3 УФСИН России по Ивановской области.
- памятник-часовня на месте первой битвы Кинешемского ополчения под началом воеводы Фёдора Боборыкина с польско-литовскими интервентами 26 мая 1609 года (1855). Вичугская ул.
- киот. Въезд с автодороги Кинешма — Иваново.

Недействующий храм
- храм Иоанна Златоуста, на месте Вдовьего монастыря, основанного в честь событий 1609 года (борьбы кинешемцев с польско-литовской интервенцией).

Кинешемское районное благочиние
- село Батманы, храм Рождества Христова (1827—1869), пятиглавый с четырёхъярусной колокольней, в декоре соседствуют элементы классицизма и необарокко[12]
- село Бахарево, храм Казанской Божией Матери
- село Георгиевское, храм великомученника Георгия Победоносца (1813), образец классицизма с элементами барокко[16]
- деревня Горки (село Заовражье, в настоящее время часть деревни Горки), храм Введения во храм Богородицы (1780), в традиционных формах, пятиглавый с шатровой колокольней и росписями XIX века[12][17]
- деревня Дьячево, храм Покрова Пресвятой Богородицы
- село Ильинское, храм Илии Пророка (1811), в стиле зрелого классицизма с оригинальной композицией основного объёма и своеобразной трактовкой пятиглавия[18]
- город Наволоки, храм Успения Пресвятой Богородицы
- деревня Ногинская, храм Преображения Господня
- село Октябрьский, храм святителя Николая Чудотворца (2003), деревянный.
- деревня Пешково, храм Успения Пресвятой Богородицы (1872), в русско-византийском стиле[19]
- село Решма, Макариев-Решемский монастырь, храм Николая Чудотворца
- село Шилекша, храм Святой Троицы (1800), построен на средства петербургского купца Федота Даниловича Сыренкова, пятиглавый, оригинальный памятник в стиле раннего классицизма, снабжён живописной композицией венчания[20]
- село Шилекша, деревянный храм Спаса Преображения (2015)
- село Батманы, часовня Казанской Божией Матери

Недействующие храмы
- село Решма, храм Воскресения Христова (1754)[21]
- урочище Никола-Эз, храм Николая Чудотворца (1822)[22]

Верхнеландеховское благочиние
- пгт Верхний Ландех, Свято-Никольский храм
- село Мыт, Свято-Никольский храм
- деревня Симаково, Свято-Казанский храм
- деревня Старилово, Свято-Казанский храм
- деревня Чихачево, Свято-Никольский храм

Недействующий храм
- село Бараново, Свято-Владимирский храм

Заволжское благочиние
- город Заволжск, Свято-Богоявленский храм
- село Воздвиженье, Крестовоздвиженский храм
- деревня Дмитриевское, храм Димитрия Солунского
- село Долматовский, храм преподобного Сергия Радонежского. Располагается в здании бывшей средней школы. Ранее здание принадлежало церковно-приходской школе.
- село Есиплево, храм Всемилостивого Спаса
- село Жажлево, храм иконы Божией Матери «Нечаянная радость»
- село Колшево, храм в честь Смоленской иконы Божией Матери Одигитрия-Путеводительница, деревянный. Часть ансамбля из 3 храмов, ранее храмы были подворьем Ипатьевского монастыря в Костроме.
- село Никола-Мера, храм Николая Чудотворца
- село Семёновское, храм Казанской Божией Матери
- урочище Солдога, храм Сретения Господня
- деревня Воробьецово, часовня Жён-Мироносиц. Подворье «Благодать»
- село Колшево, храм-часовня великомученика Пантелеимона

Недействующие храмы
- село Долматовский, храм иконы Божией Матери «Всех скорбящих Радость»
- село Колшево, храм Введения во храм Пресвятой Богородицы (1763). Часть ансамбля из 3 храмов.
- село Колшево, храм святителя Николая. Часть ансамбля из 3 храмов.
- деревня Патракейка, храм Рождества Пресвятой Богородицы (начало XIX века), в стиле классицизма, четверик со скруглёнными углами, увенчанный ротондой, трапезная и колокольня со шпилем[12]

Лухское благочиние
- пгт Лух, ансамбль Троицкого собора, Воскресенского и Успенского храмов:
  - собор Троицы Живоначальной
  - храм Воскресения Христова
  - храм Успения Пресвятой Богородицы
- село Бахирево, храм Казанской иконы Божией Матери
- село Благовещенье, храм Благовещения Пресвятой Богородицы
- село Воскресенское Старое, храм Воскресения Христова
- село Добрица, храм Покрова Пресвятой Богородицы
- село Добрица, храм Сергия Радонежского
- село Порздни, храм Успения Пресвятой Богородицы
- село Рябово, храм Богоявления Господня
- село Тимирязево, храм Покрова Пресвятой Богородицы
- деревня Быково, часовня Казанской иконы Божией Матери
- деревня Сваруха, часовня Воздвижения Креста Господня
- село Тимирязево, часовня

Недействующие храмы
- пгт Лух, храм Спаса Преображения
- пгт Лух, часовня Николая Чудотворца.
- урочище Архангельское, храм Михаила Архангела
- село Воскресенское Новое, храм Воскресения Христова
- село Клоны, храм Казанской иконы Божией Матери
- село Макаровское, храм Казанской иконы Божией Матери
- село Порздни, храм Спаса Преображения
- село Сокольское, храм Рождества Христова

Палехское благочиние
- пгт Палех, Крестовоздвиженский кафедральный собор. К приходу собора приписаны:
  - село Дорки Большие, храм Преображения Господня
  - село Дорки Большие, храм святителя Николая Чудотворца
  - село Тименка, храм Казанской иконы Божией Матери
  - деревня Пеньки, часовня Сергия Радонежского
  - деревня Свергино, часовня Святаго Духа[27].
- пгт Палех, храм пророка Илии. К приходу храма приписаны:
  - пгт Палех, кладбищенский храм иконы Божией Матери «Взыскание погибших»
  - пгт Палех, часовня благоверного князя Александра Невского
  - село Подолино, часовня иконы Тихвинской Божией Матери
- село Красное, храм иконы Божией Матери Знамение. К приходу храма приписана:
  - деревня Богатищи, часовня мученицы Параскевы Пятницы
- село Майдаково, храм апостолов Петра и Павла

Пестяковское благочиние
- пгт Пестяки, Свято-Успенский храм. К приходу храма приписано 3 храма:
  - деревня Георгиевская, Казанский храм
  - деревня Воронята, Троицкий храм
  - село Никулино, Никольский храм, недействующий храм
- село Беклемищи, храм Воскресения Словущего
- село Нижний Ландех, храм Изнесения Честных Древ Животворящего Креста Господня. К приходу храма приписан ансамбль XVIII века, колокольня и два храма:
  - храм Пресвятой Троицы
  - храм Рождества Богородицы

Пучежское благочиние
- город Пучеж, храм Георгия Победоносца
- город Пучеж, храм Серафима Саровского
- город Пучеж, храм Спаса Преображения
- село Воронцово, храм Благовещения Пресвятой Богородицы
- село Илья-Высоково, храм Рождества Пресвятой Богородицы
- село Мортки, храм Покрова Пресвятой Богородицы
- село Сёготь, храм Макария Унженского
- село Воронцово, часовня

Недействующие храмы
- село Зарайское, храм Николая Чудотворца
- село Кандаурово, храм Троицы Живоначальной
- деревня Затеиха, часовня

Родниковское благочиние
- город Родники, храм благоверного князя Александра Невского
- город Родники, храм благоверных князя Петра и княгини Февронии Муромских
- село Болотново, храм Воскресения Христова
- село Бортницы, храм Успения Божией Матери
- село Кощеево, храм Казанской иконы Божией Матери
- село Межи, храм Успения Божией Матери
- село Мелечкино, храм Архангела Михаила
- село Острецово, храм Пресвятой Троицы
- село Парское, комплекс храмов Усекновения главы Иоанна Предтечи и Вознесения Господня[30]:
  - храм Усекновения главы Иоанна Предтечи (1773—1785) в древнерусских формах
  - храм Вознесения Господня (1863) в русско-византийском стиле
- село Сосновец, храм Рождества Христова
- село Филисово, Введенский храм

Юрьевецкое благочиние
- город Юрьевец, ансамбль соборов Входа Господня в Иерусалим и Успения Пресвятой Богородицы и храма Георгия Победоносца в пятиярусной колокольне, подворье Свято-Николо-Тихонова монастыря:
  - старый Собор Входа Господня в Иерусалим (1733, перестроен в 1806, архитектор Н. И. Метлин)
  - новый Собор Входа Господня в Иерусалим (1825—1833)
  - храм Георгия Победоносца в колокольне (1840, последние два — архитектор П. И. Фурсов)
- город Юрьевец, храм Богоявления Господня (около 1720, нарышкинский стиль, колокольня и, предположительно, трапезная — 1810)[33]. Самый ранний из сохранившихся в Юрьевце памятников архитектуры[34]
- город Юрьевец, храм Рождества Христова (1815, барокко). Подворье Свято-Николо-Тихонова монастыря
- город Юрьевец, храм Сошествия Святого Духа (1839). Церковь на кладбище
- село Ёлнать, храм Воскресения Христова. К храму приписана:
  - деревня Серёдкино, часовня Симона Юрьевецкого
- село Жарки, храм Рождества Пресвятой Богородицы
- село Задорожье, храм Покрова Пресвятой Богородицы
- село Каменники, храм Рождества Христова (1828)[35]
- село Новленское, храм Покрова Пресвятой Богородицы. Недействующий храм, действует домовый храм.
- село Соболево, храм Воскресения Христова

Недействующие храмы
- город Юрьевец, храм Сретения Господня (1757, барокко)
- город Юрьевец, храм Усекновения Главы Иоанна Предтечи
- город Юрьевец, храм Феодоровской иконы Божией Матери
- село Дорки, храм Богоявления Господня
- село Обжериха, храм Рождества Христова
- урочище Проталинки, храм Илии Пророка
- село Соболево, храм Воскресения Христова
- деревня Чуркино Большое, храм Илии Пророка

## Монастыри
- Свято-Николо-Тихонова пустынь (мужской; село Тимирязево, Лухский район). Монастырь епархиального подчинения.
- Решемский Макарьев монастырь (женский; деревня Решма, Кинешемский район). Относится к Кинешемскому районному благочинию.

## Социальное служение

### Образовательное учреждение
ЧОУ Православная средняя общеобразовательная школа во имя святого князя Александра Невского, город Кинешма. Действует с 2003 года. В школе малокомплектные классы. Успешно осуществляет обучение и воспитание, в том числе «проблемных» детей. С 2010 года руководителем школы является настоятель храма Александра Невского протоиерей Димитрий Иванов. Представители местного казачества ведут здесь занятия военно-патриотического клуба и обучают мальчиков ремёслам.

### Социальные и просветительские учреждения и другая деятельность
Кинешемское городское благочиние
При Кинешемском городском благочинии действуют:
- Православный клуб для детей с ограниченными возможностями «Радость моя»[38];
- Духовно-просветительский центр[39];
- Епархиальный Центр защиты материнства, детства и семейных ценностей «Малая церковь» («Малая церковь» — семья): материальная, социально-бытовая, юридическая и психологическая помощь многодетным и неполным семьям, оказавшимся в трудной жизненной ситуации, женщинам, отказавшимся от аборта и др.[40];
- Клуб «Благо дать»;
- Детско-юношеский просветительский центр «Златоуст» (при храме Вознесения Господня): изучение Закона Божия, краеведение, освоение основ различных традиционных ремёсел, творчество, туризм и развивающие игры[41][42].

Настоятель храма Александра Невского (с 2008) протоиерей Димитрий Иванов, свободно владеет цыганским языком и перевёл на него православные молитвы. Отец Димитрий ведёт проповедь, в том числе на цыганском, в среде многочисленной цыганской общины Кинешмы. Местные цыгане считают его «своим батюшкой».
Заволжское благочиние
При Заволжском благочинии в деревне Воробьецове Заволжского района действует семейный приют-подворье «Благодать» — подворье храма преподобного Сергия Радонежского (село 
Долматовский), приют и база труда и отдыха для детей и взрослых с ограниченными возможностями. Место для создания подворья было определено в 2002 году благословением архимандрита Кирилла (Павлова). На подворье организовано постоянное или временное сопровождаемое проживание для детей-сирот и взрослых с ограниченными возможностями — воспитанников социальных учреждений из разных городов России, в том числе выпускников детских домов-интернатов, а также детей с ограниченными возможностями, воспитывающихся в семьях, вместе со своими родителями. Имеются мастерские деревенских ремёсел, небольшие ферма и огород, пасека и птичий двор. Подворье технически приспособлено для жизни людей с ограниченными возможностями. При храме преподобного Сергия Радонежского в селе Долматовский (ул. 1-я Школьная, д. 14) действует Музей русского быта и народного творчества. Как и храм, музей располагается в здании бывшей средней школы. Также при храме действуют воскресная школа и мастерские. Группа милосердия оказывает помощь одиноким пожилым людям, инвалидам, лицам из социальной группы риска, детям из неблагополучных и малоимущих семей и сиротам. При храме создаётся Дом милосердия.
Приход села Колшева Заволжского района окормляет духовно-просветительский центр «Истоки» при Колшевской школе для детей социальных сирот и детей, которым трудно даётся учёба.

## Галерея
- Троицко-Успенский кафедральный собор, город Кинешма
- Храм Благовещения Пресвятой Богородицы, город Кинешма
- Храм Вознесения Господня, город Кинешма
- Храм Преображения Господня, город Кинешма, микрорайон Залесье
- Храм Успения Пресвятой Богородицы, город Кинешма, микрорайон Залесье
- Памятник-часовня на месте первой битвы Кинешемского ополчения под началом воеводы Фёдора Боборыкина с поляками в 1609 году (1855), город Кинешма
- Крестовоздвиженская часовня в память о жителях Кинешмы, полностью уничтоженной польско-литовскими интервентами в 1609 году, город Кинешма
- Свято-Николо-Тихонов монастырь, село Тимирязево, Лухский район
- Ансамбль храмов Входа Господня в Иерусалим, Успения Пресвятой Богородицы и Георгия Победоносца в колокольне, город Юрьевец
- Храм Богоявления, город Юрьевец
- Ансамбль Троицкого собора, Воскресенского и Успенского храмов, посёлок Лух
- Храмы села Парского, Родниковский район
- Храм Казанской иконы Божией Матери, село Кощеево, Родниковский район
- Крестовоздвиженский кафедральный собор, посёлок Палех
- Храм иконы Божией Матери Знамение, село Красное, Палехский район
- Храм Воскресения Христова, село Ёлнать, Юрьевецкий район
- Храм Рождества Христова, село Каменники, Юрьевецкий район